# دائرة المنزل
دائرة المنزل هي إحدى دوائر إقليم صفرو، التابع لجهة فاس مكناس، المملكة المغربية. تضم الدائرة 9 جماعات قروية، وبلغ عدد سكانها 50898 فرداً سنة 2004 حسب الإحصاء الرسمي للسكان والسكنى. يتبع للدائرة 21 مشيخة و116 دوار.

## التقسيمات الإداريّة
تعتبر دائرة المنزل إحدى الدوائر المشكّلة لإقليم صفرو، وهو التقسيم الإداري من المستوى الرابع المعتمد في المغرب. ينقسم إقليم صفرو إلى 18 جماعات قروية تختلف من حيث السكان والمساحة، والتي بدورها تنقسم إلى مشيخات تضم عدداً من الدواوير.